# Ikeda, Gifu
Ikeda (池田町 Ikeda-chō) là thị trấn thuộc huyện Ibi, tỉnh Gifu, Nhật Bản. Tính đến ngày 1 tháng 10 năm 2020, dân số ước tính thị trấn là 23.360 người và mật độ dân số là 600 người/km2. Tổng diện tích thị trấn là 38,80 km2.